# Liste von Persönlichkeiten der Stadt Böblingen
Diese Liste von Persönlichkeiten der Stadt Böblingen zeigt die Bürgermeister, Ehrenbürger, Söhne und Töchter der Stadt Böblingen und deren Stadtteil Dagersheim, sowie weitere Persönlichkeiten, die mit Böblingen verbunden sind. Die Liste erhebt keinen Anspruch auf Vollständigkeit.

## Bürgermeister
Folgende Personen waren Bürgermeister von Böblingen:
- 1883–1906: Karl Staiger
- 1906–1919: Andreas Dingler
- 1919–1937: Georg Kraut
- 1937–1940: Otto Röhm
- 1940–1945: Friedrich Nissler (in Vertretung)
- 1945–1946: Georg Hengstberger
- 1946–1948: Richard Müller
- 1948–1986: Wolfgang Brumme
- 1986–2010: Alexander Vogelgsang
- 2010–2018: Wolfgang Lützner
- seit 3. April 2018: Stefan Belz

## Ehrenbürger
Folgenden Personen, die sich in besonderer Weise um das Wohl oder das Ansehen der Kommune verdient gemacht haben, verlieh die Stadt Böblingen oder die frühere Gemeinde Dagersheim das Ehrenbürgerrecht:
- 1850: Immanuel Gottlieb Kolb (1784–1859), Pietist, Schulmeister in Dagersheim
- 1874: Otto Elben (1823–1899), wegen der Durchsetzung der über Böblingen verlaufenden Trasse der Gäubahn; Politiker, Journalist, Verleger Schwäbischer Merkur, Gründer des schwäbischen Sängerbundes
- 1913: Lyon Sussmann (1843–1935), Unternehmer (Hautana), Wohltäter der Stadt, stiftete z. B. den ersten städtischen Kindergarten in der Lange Straße.
- 1933: Adolf Hitler, Hermann Göring und Max Luib (die drei Ehrenbürgerschaften wurden 1946 aberkannt)
- 1933: Wilhelm Murr (1888–1945), württembergischer Staatspräsident und Reichsstatthalter (die Ehrenbürgerschaft wurde 2011 offiziell aberkannt[1])
- 1955: Hanns Klemm (1885–1961), Gründer der Klemm-Leichtflugzeugwerke in Böblingen, Pionier der Deutschen Sportfliegerei
- 1963: Adolf Reisser (1897–1977), erhielt das Ehrenbürgerrecht aus Anlass seines 50-jährigen Arbeitsjubiläums, beispielhafter Unternehmer für den Wiederaufbau der Wirtschaft nach dem Krieg
- 1967 (Dagersheim): Schwester Marie Ziegler (1892–1979)
- 1986: Wolfgang Brumme (1920–1999), Oberbürgermeister der Stadt Böblingen von 1948 bis 1986
- 2010: Alexander Vogelgsang, Oberbürgermeister der Stadt Böblingen von 1986 bis 2010

## Söhne und Töchter der Stadt
Folgende Personen wurden in Böblingen (bzw. in einem Stadtteil des heutigen Stadtgebiets von Böblingen) geboren:

### 18. Jahrhundert
- Carl Friedrich Gerstlacher (1732–1795), württembergischer und badischer Hofjurist
- Christian David Zeller (1749–1812), Jurist und württembergischer Hofrat
- Jakob Christian Schlotterbeck (1757–1811), Porträtmaler und Kupferstecher
- Johann Daniel von Reitter (1759–1811), Forstwirt und Verwaltungsbeamter
- Ernst Häußler (1761–1837), Sänger, Komponist und Musiklehrer in Augsburg

### 19. Jahrhundert
- Wilhelm Ganzhorn (1818–1880), Jurist und Amtsrichter, Dichter des Volksliedes Im schönsten Wiesengrunde
- Albert von Häberlen (1843–1921), Regierungspräsident des Neckarkreises und des Jagstkreises
- Julius Hartranft (1844–1906), Pädagoge, Landtagsabgeordneter
- Alfred Hartranft (1847–1930), Stadtschultheiß in Freudenstadt, Landtagsabgeordneter
- Ernst Gottlieb Theodor Bonz (1832–1898), Chemiker und Produzent des ersten absolut reinen Äthers für Narkosen
- Paul Lechler (1849–1925), Unternehmer und Gründer des Deutschen Instituts für Ärztliche Mission
- Josef Kissel (1869–1942), Verwaltungsjurist und Ministerialbeamter, Präsident des Reichsaufsichtsamtes für Privatversicherung
- Paul Dinkelacker (1873–1958), Unternehmer
- Theodor Niethammer (1876–1947), Schweizer Astronom und Geodät, Ordinarius an der Universität Basel
- Alfred Löckle (1878–1943), Bibliothekar
- Karl Berner (1888–1971), Mediziner
- Hildegard Gauger (1890–1975), Anglistin und Hochschullehrerin

### 20. Jahrhundert
- Emil Bitzer (1902–1973), Bankdirektor und Kommunalpolitiker
- Rudolf Christian Baisch (1903–1990), Bildhauer, Lyriker und Maler
- Werner Meyer-König (1912–2002), Mathematiker
- Max Drexel (1914–2004), SS-Hauptsturmführer
- Erwin Lamparter (1923–1998), Bürgermeister von Maichingen, Landtagsabgeordneter
- Peter Cramer (1932–2009), Rechtswissenschaftler
- Manfred Beilharz (* 1938), Dramaturg und Intendant
- Eugen Klunzinger (* 1938), Jurist und Politiker, Landtagsabgeordneter 1979 bis 2006
- Bernhard Rebmann (* 1941), Maler und Grafik-Designer
- Helmut Baur (* 1941), Unternehmer
- Hermann Schwander (* 1948), Musiker und Hochschullehrer
- Regine Stachelhaus (* 1955), Juristin
- Wolfgang Marquardt (* 1956), Professor für Prozesstechnik an der RWTH Aachen
- Ewald Langer (* 1960), Biologe und Hochschulprofessor
- Gerhard Strittmatter (* 1961), Bahnradsportler und Weltmeister
- Harry Wittig (* 1961), Bogenschütze
- Paul Nemeth (* 1965), Politiker (CDU), Landtagsabgeordneter 2006 bis 2021
- Wolfgang Bauer (* 1965), Trompeter
- Klaus-Peter Lüdke (* 1968), Theologe, Autor und Pfarrer der Evangelischen Württembergischen Landeskirche
- Alkuin Volker Schachenmayr (* 1969 als Volker Schachenmayr), Priestermönch, Professor des Zisterzienserstiftes Heiligenkreuz
- Birgit Hamann (* 1969), Leichtathletin und Olympiateilnehmerin
- Marko Schacher (* 1970), Journalist, Kurator und Autor
- Sven Scheuer (* 1971), Fußballspieler, Deutscher Fußballmeister mit dem FC Bayern München
- Oliver Ziegenbalg (* 1971), Drehbuchautor
- Harald Pfeiffer (* 1972), Politiker, seit 2018 Landtagsabgeordneter
- Timo Novotny (* 1973), Filmemacher und Fotograf
- Markus Widenmeyer (* 1973), Chemiker und Politiker (AfD)
- Jörg Enz (* 1974), Jazzmusiker
- Frank Kowatschitsch (1974–2021), Radrennfahrer
- Meike Entenmann (* 1975), Bildhauerin, Malerin und Grafikerin
- Alexander Kleider (* 1975), Dokumentarfilmer
- Nico Lauxmann (* 1975), Politiker (CDU)
- Jochen Schild (* 1976), Musikproduzent, Arrangeur, Komponist und Songwriter
- Sebastian Hess (* 1977), Sportwissenschaftler, Leichtathletiktrainer
- Timo Böckle (* 1977), Küchenmeister und Fernsehkoch
- Holger Wohland (* 1977), Fußballspieler
- René Weissinger (* 1978), Radrennfahrer
- Marc Biadacz (* 1979), Politiker
- Bastian Braig (* 1979), Schauspieler und Produzent
- Barbara Bürkle (* 1979), Jazzsängerin
- Stefan Belz (* 1980), Oberbürgermeister von Böblingen
- Judith Goldbach (* 1981), Jazzmusikerin
- Christoph Bareither (* 1982), Kulturwissenschaftler
- Kathrin Volz (* 1982), Duathletin und Triathletin
- Marcel Wagner (* 1982), Hörfunk- und Fernsehmoderator
- Vincenzo Marchese (* 1983), Fußballspieler
- Tobias Becker (* 1984), Jazzmusiker und Komponist
- Stefan Jarosch (* 1984), Fußballspieler, mehrfacher Jugendnationalspieler
- Lena Knauss (* 1984), Regisseurin und Drehbuchautorin
- David Preisendanz (* 1984), Politiker (CDU)
- Sabrina Hoffmann (* 1985), Journalistin
- Damon Paul (* 1985), DJ und Musikproduzent
- Manuel Salz (* 1985), Fußballspieler
- Tobias Dahm (* 1987), Leichtathlet
- Konstantin Flemig (* 1988), Dokumentarfilmer und Kriegsreporter
- Frank Stäbler (* 1989), Weltmeister im Ringen
- Björn Hornikel (* 1992), Schwimmer
- Lukas Kiefer (* 1993), Fußballspieler
- Tim Kübel (* 1993), Fußballspieler
- Peter Seimer (* 1993), Politiker (Bündnis 90/Die Grünen)
- Fabienne Dongus (* 1994), Fußballspielerin
- Tamar Dongus (* 1994), Fußballspielerin
- Fabian Heinle (* 1994), Leichtathlet
- Jasmin Ballach (* 1996), Fußballspielerin
- Bianca Blöchl (* 1996), Fußballspielerin
- Timo Baumgartl (* 1996), Fußballspieler
- Marc Jurczyk (* 1996), Radsportler
- Simon Kranitz (* 1996), Fußballspieler
- Lisa Wilhelm (* 1997), Jazzmusikerin
- Jonas Meiser (* 1999), Fußballspieler

### 21. Jahrhundert
- Greta Stegemann (* 2001), Fußballspielerin
- Elidon Qenaj (* 2003), Fußballspieler
- Raul Paula (* 2004), Fußballspieler
- Leon Reichardt (* 2004), Fußballspieler
- Luca Raimund (* 2005), Fußballspieler
- Eliot Bujupi (* 2006), kosovarisch-deutscher Fußballspieler

## Weitere mit Böblingen in Verbindung stehende Persönlichkeiten
Folgende Persönlichkeiten sind mit der Stadt Böblingen und deren Stadtteile verbunden:

### 18.–19. Jahrhundert
- Immanuel Gottlieb Kolb (1784–1859), pietistischer Pädagoge
- Botho Henning Elster (1894–1952), Generalmajor im Zweiten Weltkrieg; lebte und starb in Böblingen

### 20. Jahrhundert
- Ida Ehre (1900–1989), Schauspielerin, Regisseurin; lebte während des Nationalsozialismus in Böblingen
- Robert Maresch (1903–1989), Politiker; lebte in Böblingen
- Erwin Aikele (1904–2002), Informatiker, Kommunalpolitiker
- Peter Lindemann (1917–2006), Volkswirt und Professor, lebte in Böblingen
- Manfred H. Pilkuhn (1934–2015), Physiker; lebte in Böblingen
- Reiner Heeb (1935–2023), Landrat; lebte in Böblingen
- Günter Scholz (* 1940), Historiker, Leiter des Deutschen Bauernkriegsmuseums
- Michael Kleeberg (* 1959), Schriftsteller, lebte in Böblingen
- Ernst-Wilhelm Gohl (* 1963), evangelischer Landesbischof, war an der Böblinger Stadtkirche Vikar und Pfarrer an der Christuskirche
- Ulrich Michael Heissig – alias Irmgard Knef (* 1965), Autor und Kabarettist lebte bis 1987 in Böblingen
- Mimoun Azizi (* 1972), Neurologe, Politikwissenschaftler, Philosoph und Soziologe; Leiter des Zentrums Altersmedizin im Klinikverbund Südwest